# 博斯卡山脈
41°19′34.57″N 1°3′27.34″E / 41.3262694°N 1.0575944°E
博斯卡山脈，是西班牙的山脈，位於該國東北部加泰羅尼亞，處於普拉德斯，海拔高度1,099米，其中包含莫拉德爾斯夸特爾特爾姆斯峰。